# Rue du Pont-aux-Choux
Rue du Pont-aux-Choux je ulice v Paříži v historické čtvrti Marais. Nachází se ve 3. obvodu.

## Poloha
Ulice vede od křižovatky s bulváry Beaumarchais a Filles-du-Calvaire a končí na křižovatce s Rue de Turenne.

## Historie
Ulice získala svůj název, který znamená „zelný most“, asi v letech 1610–1612. Koncem 16. století zde byla obyčejná polní cesta, která vedla od branky v městských hradbách Karla V. za město, kde se pěstovala zelenina. Na jejím začátku se nacházela lávka nebo malý most vedoucí přes stoku, která je dnes zakrytá pod Rue de Turenne. V roce 1624 již byla ulice téměř celá zastavěná. V roce 1693 se v této ulici narodil Louis Dominique Cartouche.
Za Francouzské revoluce a prvního císařství se ulice nazývala Boulevard du Pont-aux-Choux.

## Zajímavé objekty
- dům č. 3: zachovalý ve stylu Ludvíka XIII., bydlel zde stavitel Michel Villedo (1598–1667)
- domy č. 11–13: po roce 1849 zde byla uskladněna gilotina
- podél severní strany ulice se původně rozkládal klášter Filles-du-Calvaire